# Liechtensteiner Cup 1976/77
Der Liechtensteiner Cup 1976/77 war die 32. Austragung des Fussballpokalwettbewerbs der Herren in Liechtenstein. Der USV Eschen-Mauren konnte seinen im Vorjahr gewonnenen Titel erfolgreich verteidigen.

## Teilnehmende Mannschaften
Folgende sieben Mannschaften nahmen am Liechtensteiner Cup teil:
| - FC Schaan - FC Vaduz - FC Ruggell - FC Triesenberg | - FC Balzers - USV Eschen-Mauren - FC Triesen |

## 1. Vorrunde
Der USV Eschen-Mauren hatte für diese Runde ein Freilos. 
|                | Ergebnis |            |
| -------------- | -------- | ---------- |
| FC Triesenberg | 1:2      | FC Triesen |
| FC Balzers     | 4:2      | FC Ruggell |
| FC Vaduz       | 2:1      | FC Schaan  |

## Halbfinale
|                   | Ergebnis |            |
| ----------------- | -------- | ---------- |
| USV Eschen-Mauren | 3:2      | FC Triesen |
| FC Vaduz          | 1:0      | FC Balzers |

## Finale
Das Finale fand am 11. April 1977 in Balzers statt.
| Datum      |                   | Ergebnis        |          |
| ---------- | ----------------- | --------------- | -------- |
| 11.04.1977 | USV Eschen-Mauren | 0:0 (4:3 i. E.) | FC Vaduz |